# Pieter van den Houte

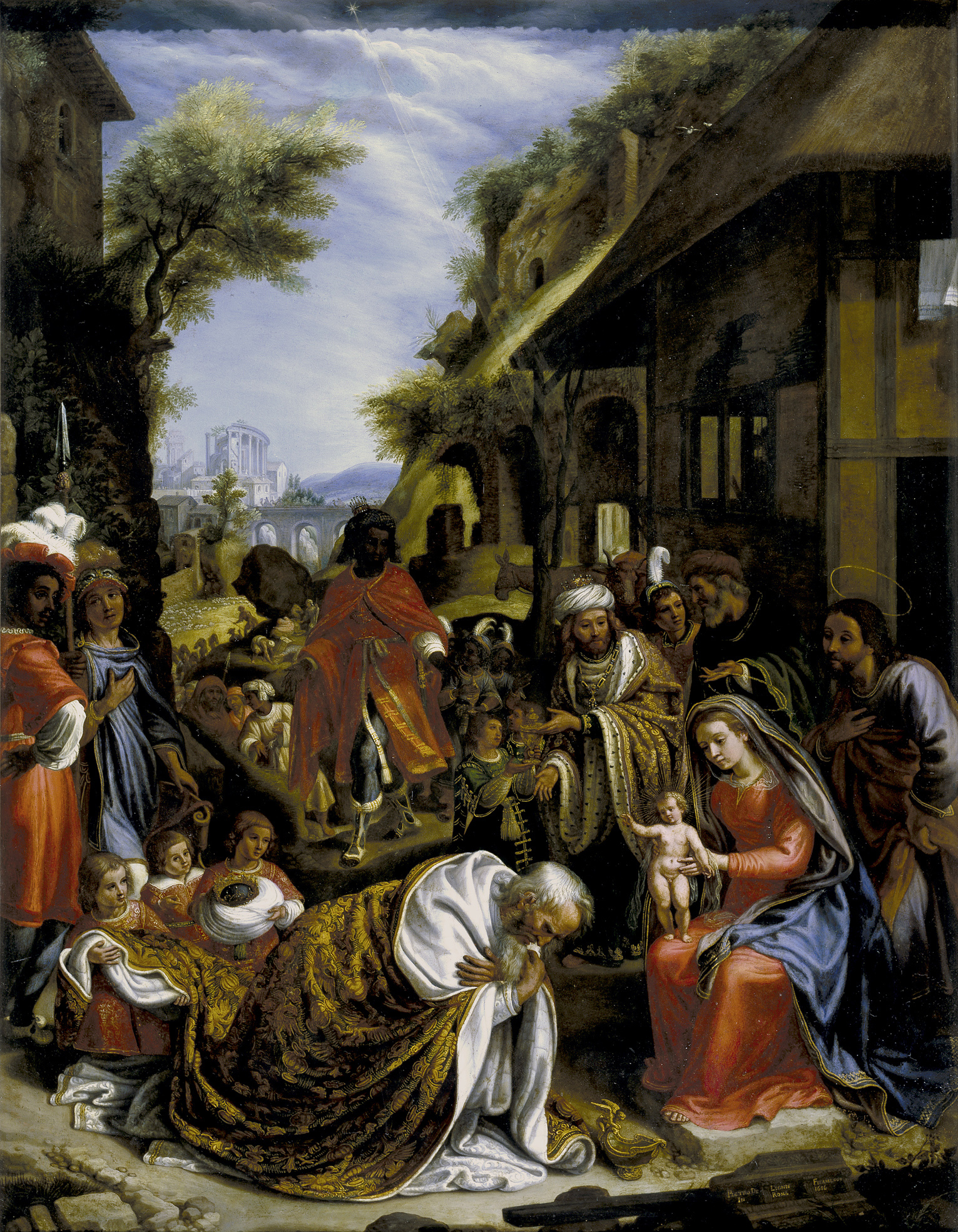
Aanbidding der Wijzen (1616, Prado)

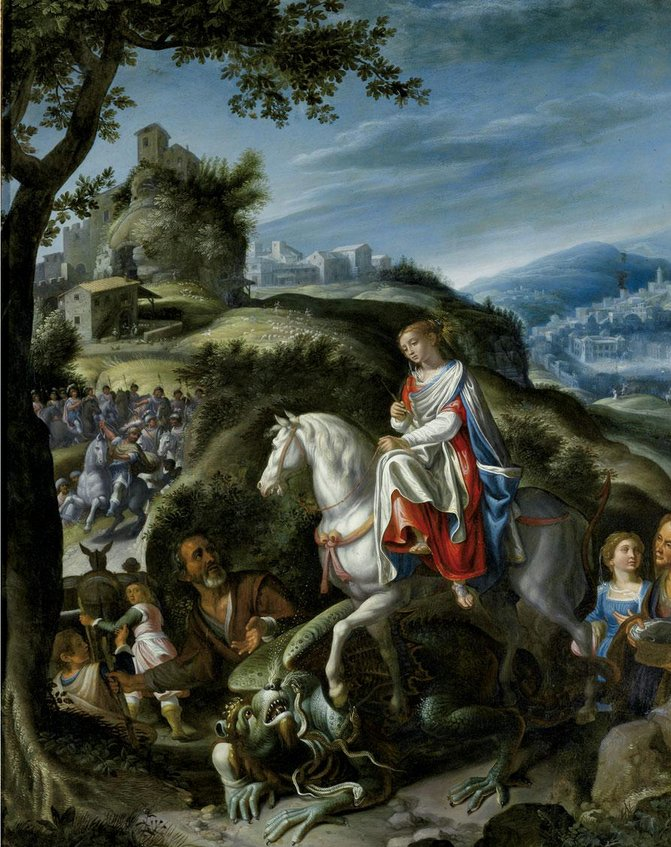
Marta vertrappelt de draak

Pieter van den Hout(e) of Pietro de Lignis (Mechelen, ca. 1577 – Rome, 6 april 1627) was een kunstschilder uit de Zuidelijke Nederlanden die in Rome werkte. Zijn kleine oeuvre getuigt van een verfijnd maniërisme.

## Leven
Van den Houte was afkomstig uit een Mechelse kunstenaarsfamilie en duikt vanaf 1599 op in Rome, waar hij de rest van zijn leven zou blijven. Hij was er vanaf 1607 opgegeven als lid van de Accademia di San Luca en nauw bevriend met noordelijke schilders als Adam Elsheimer. Hij kreeg er een zoon, Angelo de Lignis (1608-1656), die ook schilder was.

## Werk
Van den Houte schilderde religieuze onderwerpen waarin hij landschappen in de stijl van Paul Bril verwerkte en vaak ook klassieke ruïnes. Hij beheerste de techniek van het schilderen met olieverf op koper. Een beperkt aantal van zijn werken heeft hij gesigneerd:
- Martelaarschap van de H. Catharina (Staatliche Kunsthalle, Karlsruhe): Pietro du Bois.ALIAS. DI / LIGNIS. IN ROMA
- Aanbidding der Wijzen, 1616 (Prado, Madrid): Pietro de Lignis fiamengo in Roma 1616)
- Aanbidding van het Christuskind door herders en engelen: Pietro du Boi

Ander werk is op stilistische basis aan hem toegeschreven, waaronder:
- Marta vertrappelt de draak: de legende van de Heilige Marta die de Tarasque temt
- Parabel van het Bruiloftsmaal (Prado, Madrid): ‘velen zijn geroepen, maar weinigen uitverkoren’
- Martelaarschap van de H. Catharina (Musée Bossuet, Meaux): Catharina van Alexandrië bij het wiel met ijzeren spijkers waarop ze zal worden gemarteld
- Praxedis en Pudentiana ontvangen het bloed van de martelaren (Madrid, particuliere collectie): legende van Praxedis en haar zuster
- Prediking van Johannes de Doper (Madrid, particuliere collectie)